# Henri-Joseph Dugué de la Fauconnerie
Henri-Joseph Dugué de la Fauconnerie, född 1835, död 1914, var en fransk politiker.
Dugué de la Fauconnerie blev 1869 bonapartisk deputerad och bekämpade Émile Olliviers liberala ministär och övertog 1871 ledningen av den bonapartiska tidningen L'ordre. Han var deputerad 1876-1877 samt 1885-1893, och förfäktade entusiastiskt boulangismen.